# Nazionale maschile di calcio a 5 della Repubblica Ceca
La nazionale maschile di calcio a 5 della Repubblica Ceca è, in senso generale, una qualsiasi delle selezioni nazionali di Calcio a 5 della Federazione calcistica della Repubblica Ceca che rappresentano la Repubblica Ceca nelle varie competizioni ufficiali o amichevoli riservate a squadre nazionali maschili.

## La Cecoslovacchia
La selezione ceca è nata dalle ceneri di quella cecoslovacca, che con la FIFUSA era scesa in campo in tutti e tre i mondiali disputati prima del 1989, ottenendo una eliminazione al primo turno e due approdi al girone di secondo turno. L'attività in seno alla FIFA, per la federazione cecoslovacca, vide il suo esordio sui campi di futsal il 20 aprile 1991 contro l'Italia, la gara terminò con il punteggio di 4-4. La Cecoslovacchia continuò la sua attività sino a tutto il 1992. L'ultima gara sotto la stessa bandiera per i giocatori cechi e slovacchi fu la vittoria per 13-0 contro la Lettonia disputata il 25 ottobre 1992 in Polonia. La Cecoslovacchia non ottenne comunque la qualificazione ai mondiali del 1989 e del 1992: in quest'ultima occasione giunse ultima nel girone di qualificazione a Valencia raccogliendo solo un pareggio con l'Ungheria.

## Repubblica Ceca
La selezione nazionale ceca iniziò la propria attività il 28 maggio 1993 contro la Polonia, battendola 6-0, i primi undici cechi furono: Vlastimil Karola, Karel Krakovčík, Aleš Meloun, Vlastimil Bartošek, Jan Horáček, Tomáš Neumann, Pavel Postava, Martin Rozhon, Milan Růšička, Jaroslav Smetana, Zdeněk Volf. La Repubblica Ceca non partecipò agli Europei sperimentali del 1996 ed ai mondiali dello stesso anno in Spagna. Tre anni più tardi la squadra nazionale ceca manca la qualificazione all'Europeo spagnolo battendo l'Ungheria 4-3 ma venendo sconfitta il 1º dicembre 1998 dalla Jugoslavia per 4-3.
La Repubblica Ceca manca la qualificazione al mondiale del 2000 a causa della sconfitta con la Croazia a Karlovac per 7-6. La selezione ceca si rifà qualificandosi l'anno successivo alla rassegna europea del 2001 dove però esce al primo turno per mano di Russia e Italia. Due anni dopo passa il primo turno agli europei, ma in semifinale viene seccamente sconfitta dall'Ucraina per 5-1.
Nel 2003, dopo la doppia gara con la Bosnia-Erzegovina, ed il successo nel girone con Romania e Israele, la Repubblica Ceca è riuscita per la prima volta nella sua storia a qualificarsi per il Campionato del Mondo. La rassegna 2004 svoltasi a Taiwan si rivela felice per l'approdo al secondo turno dove la selezione mitteleuropea è giunta però ultima alle spalle delle tre selezioni latine di Italia, Spagna e Portogallo. La Repubblica Ceca si è infine qualificata anche agli europei 2005 dove è uscita al primo turno e nella primavera 2007 ha centrato una nuova qualificazione per la rassegna continentale che si è svolta in Portogallo a novembre, dove è uscita al primo turno.
Dopo una bella qualificazione al mondiale 2008 in Brasile dove è uscita però al primo turno dietro a Spagna e Iran, i cechi hanno mostrato nuovi progressi qualificandosi all'europeo 2010 in Ungheria e giungendo fino al terzo posto finale, loro miglior risultato, estromettendo ai quarti l'Italia vicecampione d'Europa.

## Palmarès

### Campionati mondiali
- La squadra nazionale ceca ha come migliore risultato il raggiungimento del secondo turno nel 2004, nella successiva edizione si è di nuovo qualificata ma è rimasta fuori al primo turno. Precedentemente la Cecoslovacchia ha partecipato alle edizioni 1982, 1985 e 1988 dove era uscita nel primo turno alla prima edizione, ed al secondo turno nelle altre due.

### Campionati europei
- La squadra nazionale ceca si è qualificata ininterrottamente dal 2001. La sua migliore performance è arrivata nel 2010 con il terzo posto ai danni dell'Azerbaigian (5-3), in precedenza aveva raggiunto le semifinali nel 2003 dove era stata battuta dall'Ucraina 5-1.

## Risultati nelle competizioni internazionali

### Mondiali FIFUSA
| Anno e luogo | Piazzamento | Pd | V | N | P | GF | GS |
| ------------ | ----------- | -- | - | - | - | -- | -- |
| 1982         | 1º turno    | 4  | 1 | 1 | 2 | 9  | 8  |
| 1985         | 2º turno    | 5  | 2 | 0 | 3 | 17 | 21 |
| 1988         | 2º turno    | 6  | 2 | 1 | 3 | 18 | 23 |
| Totale       | 3/3         | 15 | 5 | 2 | 8 | 44 | 52 |

### Coppa del Mondo
| Anno   | Luogo         | Piazzamento      | G  | V | N | P  | GF | GS |
| ------ | ------------- | ---------------- | -- | - | - | -- | -- | -- |
| 1989   | Paesi Bassi   | Non invitata     | -  | - | - | -  | -  | -  |
| 1992   | Hong Kong     | Non qualificata  | -  | - | - | -  | -  | -  |
| 1996   | Spagna        | Non qualificata  | -  | - | - | -  | -  | -  |
| 2000   | Guatemala     | Non qualificata  | -  | - | - | -  | -  | -  |
| 2004   | Taipei cinese | 2º turno         | 6  | 2 | 0 | 4  | 12 | 18 |
| 2008   | Brasile       | 1º turno         | 4  | 2 | 0 | 2  | 10 | 10 |
| 2012   | Thailandia    | Ottavi di finale | 4  | 1 | 1 | 2  | 7  | 14 |
| 2016   | Colombia      | Non qualificata  | -  | - | - | -  | -  | -  |
| 2021   | Lituania      | Ottavi di finale | 4  | 1 | 1 | 2  | 8  | 11 |
| 2024   | Uzbekistan    | Non qualificata  | -  | - | - | -  | -  | -  |
| Totale |               | 4/10             | 18 | 6 | 2 | 10 | 37 | 53 |

### Campionato europeo
| Anno e luogo | Piazzamento     | Pd | V | N | P  | GF | GS  |
| ------------ | --------------- | -- | - | - | -- | -- | --- |
| 1996         | Non presente    | -  | - | - | -  | -  | -   |
| 1999         | Non qualificata | -  | - | - | -  | -  | -   |
| 2001         | 1º turno        | 3  | 0 | 1 | 2  | 9  | 13  |
| 2003         | Semifinale      | 4  | 2 | 0 | 2  | 12 | 14  |
| 2005         | 1º turno        | 3  | 1 | 0 | 2  | 6  | 9   |
| 2007         | 1º turno        | 3  | 0 | 0 | 3  | 8  | 20  |
| 2010         | 3º posto        | 5  | 2 | 1 | 2  | 16 | 25  |
| 2012         | 1º turno        | 2  | 0 | 0 | 2  | 5  | 8   |
| 2014         | 1º turno        | 2  | 0 | 1 | 1  | 4  | 11  |
| 2016         | 1º turno        | 2  | 0 | 0 | 2  | 5  | 13  |
| 2018         | Non qualificata | -  | - | - | -  | -  | -   |
| 2022         | Non qualificata | -  | - | - | -  | -  | -   |
| Totale       | 8/12            | 24 | 5 | 3 | 16 | 65 | 113 |

## Rosa
Aggiornata alle convocazioni alla Coppa del Mondo 2021.
Allenatore:  Tomáš Neumann
| N. | Pos. | Giocatore      | Data di nascita/Età         | Squadra        |
| -- | ---- | -------------- | --------------------------- | -------------- |
| 1  | POR  | Lukáš Němec    | 22 febbraio 1998 (23 anni)  | Plzeň          |
| 2  | DIF  | Jan Homola     | 17 febbraio 1994 (27 anni)  | Slavia Praga   |
| 3  | LAT  | Jiří Vokoun    | 11 dicembre 1996 (24 anni)  | Olympik Mělník |
| 4  | PIV  | Radim Záruba   | 28 dicembre 1994 (26 anni)  | Slavia Praga   |
| 5  | PIV  | Pavel Drozd    | 12 settembre 1995 (26 anni) | Chrudim        |
| 6  | PIV  | Lukáš Křivánek | 23 giugno 1997 (24 anni)    | Sparta Praga   |
| 7  | DIF  | Lukáš Rešetár  | 28 aprile 1984 (37 anni)    | Plzeň          |
| 8  | DIF  | Matěj Slováček | 8 ottobre 1990 (30 anni)    | Chrudim        |
| 9  | DIF  | Tomáš Koudelka | 17 dicembre 1990 (30 anni)  | Chrudim        |
| 10 | PIV  | Michal Seidler | 5 aprile 1990 (31 anni)     | Plzeň          |
| 11 | PIV  | David Drozd    | 12 settembre 1995 (26 anni) | Chrudim        |
| 12 | POR  | Libor Gerčák   | 22 luglio 1975 (46 anni)    | Sparta Praga   |
| 13 | DIF  | Michal Holý    | 29 maggio 1990 (31 anni)    | Plzeň          |
| 14 | PIV  | Tomáš Vnuk     | 1º dicembre 1993 (27 anni)  | Plzeň          |
| 15 | PIV  | David Jošt     | 1º febbraio 1995 (26 anni)  | Slavia Praga   |
| 16 | POR  | Ondřej Vahala  | 25 maggio 1990 (31 anni)    | Plzeň          |